# 瓦延加河
62°58′53″N 42°38′33″E / 62.98139°N 42.64250°E

瓦延加河是俄羅斯的河流，由阿爾漢格爾斯克州負責管轄，屬於北德維納河的右支流，河道全長218公里，流域面積約3,370平方公里，河水主要來自雨水和融雪，每年十一月至翌年四月結冰，在1990年代前被用作浮運木材。